# Mikel Retegi
Mikel Retegi Goñi (Barañain, 27 april 2001) is een Spaans wielrenner die in 2023 prof werd bij Equipo Kern Pharma.

## Carrière
In het voorjaar van 2022 behaalde Retegi enkele ereplaatsen in het amateurcircuit. Later dat jaar liep hij stage bij Equipo Kern Pharma. Zijn stagecontract werd het volgende seizoen omgezet in een profcontract. Hij nam dat jaar deel aan onder meer de Ronde van Taiwan, de Ronde van Slovenië en de Ronde van Portugal.

## Resultaten in voornaamste wedstrijden
|      | \| Jaar \| Luik-Bast.‑Luik \| Parijs-Tours \| \| ---- \| --------------- \| ------------ \| \| 2024 \| opgave \| 133e \| |              |
| Jaar | Luik-Bast.‑Luik | Parijs-Tours |
| 2024 | opgave | 133e         |

## Ploegen
- 2022 –  Equipo Kern Pharma (stagiair vanaf 1 augustus)
- 2023 –  Equipo Kern Pharma
- 2024 –  Equipo Kern Pharma
- 2025 –  Equipo Kern Pharma

Adrià · Agirre · Araiz · Arrieta · Berrade · Carboni (vanaf 9/9) · Carretero · J. Castrillo · Cobo · Galván · C. García Pierna · R. García Pierna · Jaime · D. Lopez · J. López · Marquez · Mendez · Miquel · Moreno · Novikov · Parra · Řepa · Ruiz · Sánchez · van der Tuuk · P. Castrillo (stagiair) · Fernandez (stagiair) · Retegi (stagiair)
Adrià · Agirre · Arrieta · Berrade · Carboni · Carretero · Castrillo · Cobo · Elosegui · Galván · C. García Pierna · R. García Pierna · Jaime · López · Marquez · Miquel · Parra · Řepa (tot 2/5) · Retegi · Ruiz · Sánchez · van der Tuuk · Aznar (stagiair) · Carrascosa (stagiair) · Dorenbos (stagiair)
Agirre · H. Aznar · U. Aznar · Berrade · Brustenga · Castrillo · Cobo · Elosegui · Fernández · Galván · García Pierna · Gutiérrez · Iribar · Jaime · López · Marquez · Miquel · Parra · Retegi · Ruiz · Sánchez · Soto · Uriarte · van der Tuuk · Azanza (stagiair) · Carrascosa (stagiair) · Etxeberria (stagiair)